# Rose al Yusuf

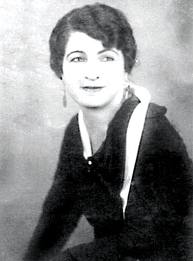
Ritratto fotografico di Fatima al Yusuf

Fatima Al Yusuf ((in arabo روز اليوسف - فاطمة اليوسف‎?); Beirut, 1898 – Il Cairo, 10 agosto 1958) è stata un'attrice e giornalista egiziana considerata la Sarah Bernhardt d'Oriente, pioniera del giornalismo femminile arabo e fondatrice della nota rivista Rose al-Yūsuf.

## Infanzia
Fatima Mohamed Mohy El-Din Youssef nacque in Libano nel 1898, da una famiglia musulmana di origine turca. Dopo la morte della madre, il padre si trasferì in Turchia, lasciando la bambina ad una famiglia cristiana, Fatima venne soprannominata Rose. Si trasferirono in Egitto intorno al 1909.

## Carriera
Rose al-Yusuf ebbe due illustri carriere professionali.
Dal 1912 al 1925, fu una nota attrice di teatro e lavorò con personaggi come George Abyad (1880–1959) e Youssef Wehbe (1898–1982) raggiungendo l'apice della notorietà tra il 1923-1925, anno in cui si ritirò dalle scene.
Nell'ottobre del 1925 fondò la rivista d'arte e cultura Rose al-Yūsuf, che ben presto divenne una delle riviste politiche più importanti del mondo arabo.

## Vita privata
Rose al Yusuf si sposò tre volte, la prima con Mohammed Abdel Quddous, poi con il drammaturgo Zaki Tulaimat (1894-1982) e infine con l'avvocato Qasim Amin, nipote del giurista Qasim Amin (1863-1908). Dal primo matrimonio nacque il noto scrittore e giornalista Ihsan Abdul-Quddus (1919–1990).